# Elisabethaußengroden
Koordinaten: 53° 42′ 55″ N, 7° 53′ 47″ O

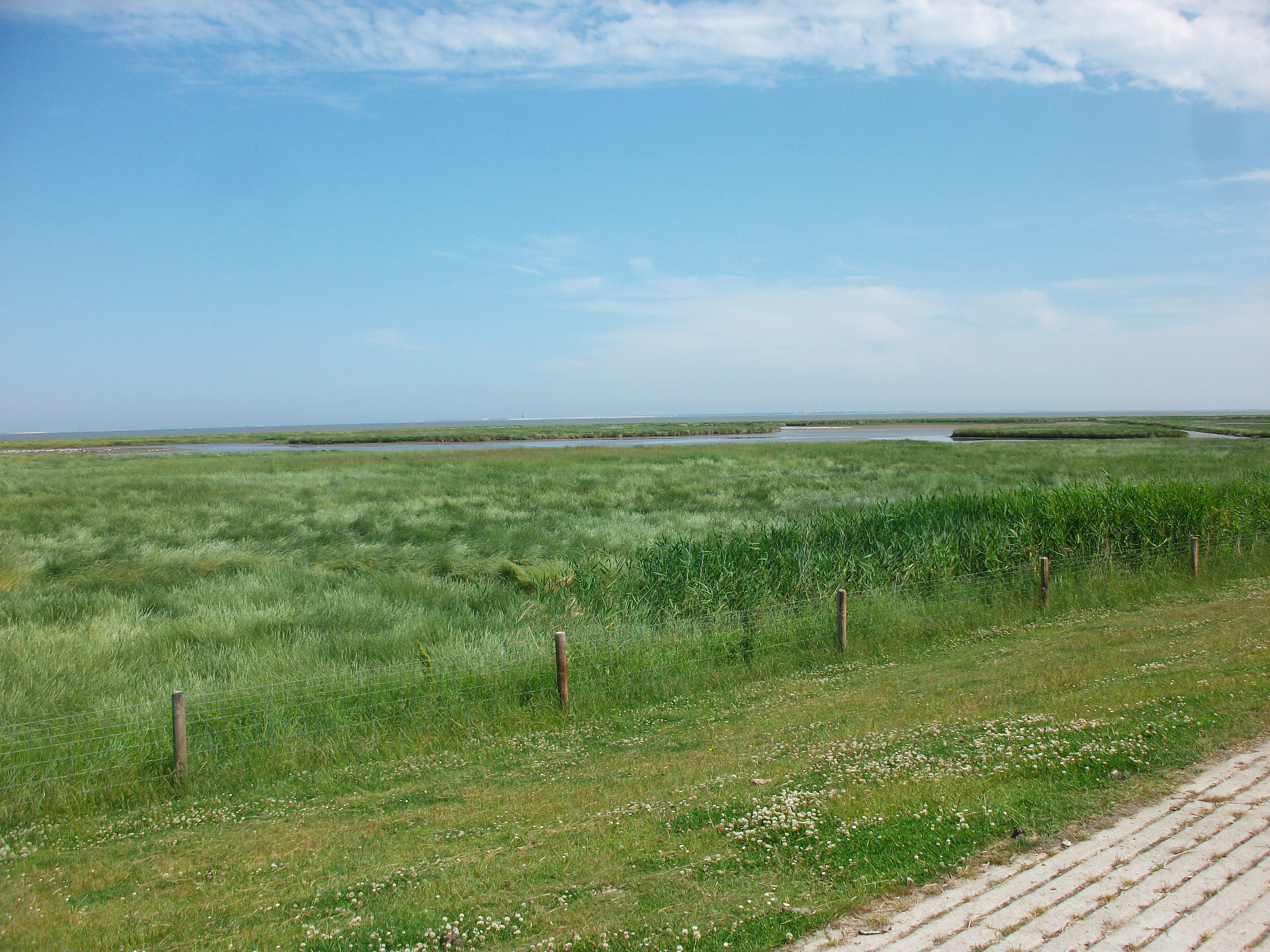
Elisabethaußengroden beim Flugplatz Harle

Der Elisabethaußengroden ist eine im Vordeichbereich an der wangerländischen Küste liegende Salzwiesenlandschaft. Er liegt in Niedersachsen im Landkreis Friesland zwischen Harlesiel im Westen und Schillighafen im Osten.

## Beschreibung
Der Elisabethaußengroden ist etwa 774,7 Hektar groß. Das Salzwiesen-Vorland mit einer Tiefe von 200 bis 500 Metern (gemessen zwischen Deichfuß und Mittlerer Tidehochwasserlinie) ist rund 400 Hektar groß. Der Groden entstand durch den Bau einer neuen Hauptdeichlinie in den Jahren 1969 bis 1974, durch die er von dem dahinterliegenden, 1894/95 eingedeichten Elisabethgroden abgetrennt wurde. In den 1930er-Jahren wurde mit dem Ziel der Neulandgewinnung verstärkt Lahnungsbau betrieben. Während des Zweiten Weltkrieges waren die Arbeiten unterbrochen. Sie wurden 1949 wieder aufgenommen und bis Mitte der 1950er-Jahre fortgesetzt. Neuere Lahnungen wurden erst Anfang des 21. Jahrhunderts insbesondere im östlichen Teil des Groden errichtet, um der Grodenerosion entgegenzuwirken.
Das Außendeichgelände wurde lange Zeit landwirtschaftlich – in erster Linie durch Mahd – genutzt. 1973 wurde der Elisabethaußengroßen unter Naturschutz gestellt (Datum der Verordnung: 12. April 1973). Infolge der Unterschutzstellung wurde die Nutzung des Grodens eingeschränkt bzw. im Ostteil komplett eingestellt. In der Folge entwickelte sich hier eine naturnahe Salzwiese. Der mittlere und westliche Teil wird zur Pflege auf einem 200 Meter breiten Streifen am Deichfuß einmal jährlich nach der Brut- und Aufzuchtzeit der Vögel gemäht.
Mit der Betreuung des Schutzgebietes wurde die Wissenschaftliche Arbeitsgemeinschaft für Natur- und Umweltschutz (WAU) beauftragt, die 1971 als regionale Umweltorganisation im Landkreis Friesland gegründet worden war und sich um die Unterschutzstellung des Gebietes bemüht hatte.
Mit der Ausweisung des Nationalparks Niedersächsisches Wattenmeer zum 1. Januar 1986 ging das bisherige Naturschutzgebiet in der Schutzzone I (Ruhezone) des Nationalparks auf und in der Folge wurden weitere Flächen aus der Nutzung genommen. Das Gelände, das heute nur noch auf drei ausgewiesenen Lehrpfaden betreten werden darf, gehört zu den größten Salzwiesengebieten im niedersächsischen Wattenmeer. Nördlich von Friederikensiel befindet sich direkt hinter dem Deich das Küstenschutzcamp Elisabethgrodendeich mit einem Aussichtshügel, von dem aus auch Teile des Elisabethaußengrodens überblickt werden können. Der Elisabethaußengroden ist Bestandteil des Biosphärenreservats Niedersächsisches Wattenmeer sowie des FFH-Gebietes „Nationalpark Niedersächsisches Wattenmeer“ und des EU-Vogelschutzgebietes „Niedersächsisches Wattenmeer und angrenzendes Küstenmeer“. Nach Süden schließen sich Teile des Landschaftsschutzgebiets „Wangerland - binnendeichs“ an.

## Flora
Das Gebiet des Elisabethaußengroden wird von Salzwiesen geprägt. Diese sind sehr nährstoffreich, da bei Überflutungen immer wieder Schlick auf sie transportiert wird. Den Salzwiesen vorgelagert sind Seegrasgesellschaften aus Gewöhnlichem Seegras, das ständig unterhalb der Mittleren Tideniedrigwasserlinie siedelt, und Zwergseegras, das auch einige Stunden des Trockenfallens übersteht. Die Seegrasgesellschaften sind wichtig für viele Fischarten, darunter Seezunge, Scholle, Hering und Sprotte, die hier laichen. Abgestorbene Teile der Seegrasgesellschaften sind wesentlich am Aufbau des Wattschlicks beteiligt.
Die Seegrasgesellschaften gehen landeinwärts in die Verlandungszone aus Queller- und Reisgrasgesellschaften über. Hier dominieren Europäischer Queller und Arten der Soden und Schlickgräser wie das Salzschlickgras. An die Verlandungszone schließt sich dann die Salzwiese an, die typischerweise von Andelgrasgesellschaften und weiter landeinwärts Rotschwingelgesellschaften mit Gewöhnlichem Rotschwingel geprägt wird. Auf schlickhaltigem Boden siedelt Binsenquecke. Weitere Pflanzen der Salzwiese, die sich gebietsweise zu einer Hochstaudensalzwiese entwickelt, sind Kriechquecke, Strandbeifuß, Strandaster, Strandmelde, Spießmelde, Strandmilchkraut, Strandsalzmelde, Strandflieder, Strandwegerich, Ackergänsedistel, Salzschuppenmiere und Strandsode.

## Fauna
Der Groden hat eine große Bedeutung für verschiedene Limikolen. So sind hier Rotschenkel, Austernfischer, Kiebitz, Säbelschnäbler und Uferschnepfe heimisch. Auch der Sandregenpfeifer war hier heimisch, seit Ende der 1990er-Jahre kommt er aber nur noch sporadisch vor. Auch die Bestände der anderen Limikolen sind teilweise stark rückläufig. Als Ursache hierfür werden die natürliche Sukzession und der Prädationsdruck angenommen. Entenvögel sind z. B. durch Brandgans sowie in geringer Anzahl Eiderente, Knäkente und Löffelente als Brutvögel vertreten. Weiterhin kommen u. a. die Singvogelarten Feldlerche, Wiesenpieper, Rohrammer, Schafstelze und Blaukehlchen, in geringer Zahl auch Schilf- und Teichrohrsänger vor. Insbesondere die Brutbestände von Feldlerche und Wiesenpieper sind stark zurückgegangen. Weitere Vogelarten, die im Elisabethaußengroden brüten, sind Rohr- und Wiesenweihe sowie vereinzelt auch Kornweihe und Sumpfohreule. Auch die südlich des Hauptdeiches gelegenen und als Grünland bewirtschafteten Flächen im Elisabethgroden sind für Wiesenvögel bedeutsam und Rastplatz für zahlreiche Gänse.
Während des Vogelzuges werden die Salzwiesen und Wattgebiete vor dem Elisabethaußengroden von zahlreichen Knutts, Grau- und Ringelgänsen als Rastplatz aufgesucht. Wegen der hohen Anzahl an Zugvögeln wurde der Bereich 1976 zum Feuchtgebiet von internationaler Bedeutung erklärt.

## Deichbau
Für Deichbau- und Deicherhöhungsmaßnahmen wurde immer wieder Klei im Elisabethaußengroden gewonnen. Die dabei entstandenen Pütten sind teilweise verlandet, teilweise entstanden zwischen ihnen und dem Wattenmeer Prielsysteme. Bei einer Baumaßnahme zur Erhöhung und Verstärkung des Deichs des Elisabethaußengrodens Anfang des 21. Jahrhunderts wurden große Mengen des benötigten Kleis im Wangerland nördlich von Hohenkirchen gewonnen. Dabei entstand das Wangermeer. Ein Teil des für die Baumaßnahme benötigten Kleis wurde im Elisabethaußengroden selber abgebaut.